# WZ-7
El WZ-7 (en chino: 无侦-7), también conocido como "Soar Dragon" (en chino: 翔龙), es un vehículo aéreo no tripulado del tipo High-Altitude Long Endurance (HALE) de origen chino diseñado por el Chengdu Aircraft Industry Group y construido por la Guizhou Aircraft Industry Corporation para cumplir con misiones de reconocimiento y patrullaje marítimo por parte de la Fuerza Aérea y Armada del Ejército Popular de Liberación de China.

## Desarrollo
La tarea de diseño del WZ-7 fue llevada a cabo por el Chengdu Aircraft Industry Group, mientras que la encargada de su construcción es la Guizhou Aircraft Industry Corporation. El desarrollo de la aeronave se llevó a cabo a partir de los requerimientos de la Fuerza Aérea del Ejército Popular de Liberación, para contar con una nueva aeronave no tripulada capaz de realizar tareas de reconocimiento y patrullaje marítimo a gran altitud. En 2006 una maqueta de la aeronave se mostró por primera vez durante la exposición internacional aeroespacial de China, el Salón Aeronáutico de Zhuhai, siendo publicitado como el Dragon Soar, pero hasta 2011 no se sabía que el WZ-7 hubiera realizado su primer vuelo. Sin embargo, el avión ya se encontraba siendo sometido a pruebas sobre su sección transversal de radar y también a otras pruebas electromagnéticas que preceden a la evaluación en vuelo de una aeronave de estas características.

## Diseño
Si bien el WZ-7 cumple con la misma función que un Northrop Grumman RQ-4 Global Hawk de origen estadounidense, su considerable tamaño respecto a los estándares para las aeronaves de su mismo tipo llamaron la atención, como así también su diseño con una inusual ala en tándem. El avión cuenta con un único motor turborreactor de origen chino Guizhou WP-13, aunque basado en el motor soviético Tumansky R-13, que se encuentra ubicado en su parte posterior del fuselaje, y con una entrada de aire que se encuentra encima del mismo, aunque se anticipa que se le instalará un motor más nuevo y mejorado posteriormente. Aparentemente, su diseño de alas en tándem permiten contar con un ala más rígida y menos flexible que en otras configuraciones, lo que le brinda a la aeronave beneficios como una mayor relación de sustentación / resistencia aerodinámica, o también controles de vuelo menos complejos como los que se requerirían en un vehículo aéreo no tripulado de gran altura y alcance que se encuentre diseñado con un ala convencional más convencional.

## Historia operacional
Luego de haber entrado en producción entre 2015 y 2016, siete aeronaves WZ-7, junto a su correspondientes infraestructuras de apoyo, se detectaron en bases del Ejército Popular de Liberación en 2018. Tres de ellas se encontraban en la Base Aérea de Shigatse, en la Región Autónoma del Tíbet, tres en la Base Aérea de Lingshui en la isla de Hainan y dos en la Base Aérea de Yishuntun. El 24 de julio de 2019, el WZ-7 tuvo su debut operacional cuando siguió al crucero de clase Ticonderoga USS Antietam (CG-54) de la Armada de los Estados Unidos cuando se encontraba navegando a través del Estrecho de Taiwán. Cabe destacar, que si bien en servicio con la Fuerza Aérea del Ejército Popular de Liberación se espera que la misión principal de la aeronave será el reconocimiento aéreo, también se anticipa que la aeronave podrá estar equipada con sensores adecuados para designar buques de superficie, haciendo posible ataques mediante misiles antibuque o misiles de crucero. En septiembre de 2021, un WZ-7 fue finalmente mostrado al público, nuevamente durante el Salón Aeronáutico de Zhuhai.

## Operadores
República Popular China
- Fuerza Aérea del Ejército Popular de Liberación: 8 unidades[4]
- Armada del Ejército Popular de Liberación: 8 unidades[8]